# (500495) 2012 TH267
(500495) 2012 TH267 es un asteroide perteneciente al cinturón de asteroides, descubierto el 8 de octubre de 2012 por el equipo del Pan-STARRS desde el Observatorio de Haleakala, Hawái, Estados Unidos.

## Designación y nombre
Designado provisionalmente como 2012 TH267.

## Características orbitales
2012 TH267 está situado a una distancia media del Sol de 3,139 ua, pudiendo alejarse hasta 3,474 ua y acercarse hasta 2,803 ua. Su excentricidad es 0,106 y la inclinación orbital 8,169 grados. Emplea 2031,50 días en completar una órbita alrededor del Sol.

## Características físicas
La magnitud absoluta de 2012 TH267 es 16,4. 